# Hermann Weyl
Hermann Weyl, född 9 november 1885 i Elmshorn, Tyskland, död 8 december 1955 i Zürich, Schweiz, var en tysk matematiker, fysiker och filosof.

## Biografi
Weyl föddes i Elmshorn, en liten stad nordväst om Hamburg och gick i gymnasiet Christianeum i Altona.
Mellan 1904 och 1908 studerade han matematik och fysik i Göttingen och München. Han fick sin doktorsexamen vid Göttingens universitet under handledning av David Hilbert.
I september 1913, i Göttingen, gifte sig Weyl med Helene ("Hella") Joseph (30 mars 1893 – 5 september 1948). Helene var filosof (elev till Edmund Husserl) och översättare av spansk litteratur till tyska och engelska, speciellt den spanske filosofen José Ortega y Gasset. De fick två söner, Fritz Joachim Weyl (19 februari 1915 – 20 juli 1977) och Michael Weyl (15 september 1917 – 19 mars 2011).
Efter att ha undervisat i några år lämnade Weyl Göttingen och flyttade till Zürich där han fått en professur i matematik vid ETH. I Zürich blev han kollega till Albert Einstein som då höll på med utvecklingen av den allmänna relativitetsteorin. Einstein gjorde ett bestående intryck på Weyl som blev fascinerad av matematisk fysik. 1921 lärde Weyl också känna den teoretiske fysikern Erwin Schrödinger som då var professor vid Zürichs universitet.
Weyl lämnade Zürich 1930 för att efterträda Hilbert i Göttingen. Efter nazisternas maktövertagande lämnade han Tyskland, delvis därför att hans hustru var judinna. Han hade tidigare erbjudits en av de första tjänsterna vid det nybildade Institute for Advanced Study i Princeton, New Jersey, men avböjt eftersom han inte vill lämna sitt hemland. När den politiska situationen i Tyskland försämrades ändrade han sig och accepterade ett nytt erbjudande från Princeton. Han stannade där till sin pensionering 1951. Tillsammans med sin andra hustru Ellen delade han sin tid mellan Princeton och Zürich. Han avled i Zürich i en hjärtattack den 8 december 1955.

## Utmärkelser
- 1927 – Mottagare av Lobatjevskijpriset